# Carlos Gerardo Rodríguez
Carlos Gerardo Rodríguez (* 16. April 1985 in Culiacán, Sinaloa) ist ein mexikanischer Fußballspieler, der in der Abwehr bzw. im Mittelfeld agiert und während seiner gesamten Profikarriere bisher ausschließlich beim CF Pachuca unter Vertrag stand. 

## Leben
Als Jugendlicher kam Rodríguez in die Nachwuchsabteilung des CF Pachuca, für den er sein erstes Spiel in der mexikanischen Primera División am 4. April 2004 in einem Heimspiel gegen Atlas Guadalajara bestritt, das 1:1 endete. Sein erstes Erstligator gelang ihm am 25. Februar 2007 im Estadio Tres de Marzo, als ihm der Führungstreffer zum 1:0 für die Tuzos im Spiel bei den Tecos de la UAG gelungen war, womit der Grundstein zum späteren 4:3-Sieg gelegt wurde. 
Rodríguez, der während seiner gesamten bisherigen Profikarriere ausschließlich bei Pachuca unter Vertrag stand, feierte mit den Tuzos zwei Meistertitel und vier internationale Pokalerfolge. Auf nationaler Ebene gewann er die Clausura 2006 und die Clausura 2007, auf internationaler Ebene dreimal den CONCACAF Champions’ Cup (2007, 2008 und 2010) sowie einmal die Copa Sudamericana (2006).
Seinen einzigen Einsatz für die mexikanische Nationalmannschaft absolvierte Rodríguez am 22. August 2007 in einem Testspiel gegen Kolumbien, das 0:1 verloren wurde. 

## Erfolge
- Mexikanischer Meister: Cla 2006, Cla 2007
- CONCACAF Champions’ Cup: 2007, 2008
- CONCACAF Champions League: 2009/10
- Copa Sudamericana: 2006